# Billie Holiday
Billie Holiday, dříve také známá pod pseudonymem Lady Day, (7. dubna 1915 Filadelfie, Pensylvánie – 17. července 1959 New York, stát New York) byla americká jazzová zpěvačka s emotivním, dojemným hlasem. Společně se Sarah Vaughanovou a Ellou Fitzgeraldovou je označována jako jedna z největších jazzových zpěvaček všech dob.

## Život
Měla těžké dětství, které ovlivnilo její pozdější kariéru i soukromý život. Mnoho z jejího dětství je nejasné a opředeno legendami, část byla zveřejněna v jejích autobiografii Lady sings the blues z roku 1956 (volně podle této knihy byl roku 1972 natočen film s Dianou Rossovou v hlavní roli, u nás uváděný pod názvem Billie zpívá blues). Ovšem v tomto zdroji je spousta nepřesností. Svůj umělecký pseudonym si vybrala podle herečky Billie Dove a podle svého pravděpodobného otce Clarence Hallidaye. Na začátku své kariéry psala své příjmení "Halliday" (rodné příjmení jejího otce), ale nakonec si ho změnila na "Holiday", jeho umělecké jméno.
Její otec byl jedním ze 17 dětí černé otrokyně z Virginie a bílého irského majitele plantáže. Její matce bylo údajně teprve 13 let, když se Billie narodila, jejímu otci bylo 16 let. Vyrůstala v chudé baltimorské čtvrti ve státě Maryland. Její rodiče se vzali, když jí byly tři roky, ale velmi brzy se rozvedli. Billie také přiznala, že když jí bylo 11 let, byla znásilněna. Nejen to, ale i její život na ulici vedl k tomu, že byla v roce 1925 poslána do katolického nápravného ústavu. S pomocí rodinného přítele se odtud o dva roky později dostala. Na konci 20. let se společně se svou matkou přestěhovala do New Yorku.
Začátkem třicátých let pracovala jako prostitutka. Přivydělávala si také zpíváním v různých harlemských nočních klubech. Kromě spropitného za to ale nedostávala žádné peníze. Traduje se, že sama téměř bez peněz a vyhozená z bytu zpívala píseň Travelin All Alone tak, že to obecenstvo dohánělo k slzám. V roce 1933 ji objevil hledač talentů John H. Hammond a seznámil ji s vlivnými lidmi z branže, mimo jiné i s producentem a dirigentem Rayem Ellisem, s nimiž začala spolupracovat.
Od té doby se sice zbavila materiální bídy, ale návyku na alkohol a jiné drogy, kterými zaháněla tíseň, se nezbavila. V roce 1947 byla za držení a užívání drog odsouzena a podrobila se odvykací léčbě na psychiatrické klinice. Ke zpěvu se sice ještě vrátila, ale o 12 let později, ve věku 44 let, podlehla cirhóze jater. Zemřela 17. července 1959 v New Yorku.

## Hlas
Její zpěv se dá poznat téměř okamžitě. V průběhu doby se ale měnil. Na prvních nahrávkách z poloviny 30. let je slyšet živý dívčí hlas plný energie. Její hlas postupně dozrával a už začátkem 40. let nebylo pochyb, že Billie je skutečný unikát. V té době vznikly písně Strange Fruit a I Cover the Waterfront. Její zpěv v té době dostával přívlastky jako sladký, vdušný, zkušený, smutný či důmyslný. Ovšem s přibývajícími léty si postupně začala brát svou daň její láska k tvrdým drogám. Drogy ničily nejen její osobnost, ale především její hlasový rozsah. Poslední nahrávací session bylo při nahrávání Lady in Satin v roce 1958. Billie přišla o značnou část svého rozsahu, ovšem smysl pro frázování neztratila, spíše naopak. Nahrávalo se se 40členným orchestrem, který vedl Ray Ellis. Ten v roce 1997 o tomto albu řekl:
| „ | Musím říct, že nejemotivnější moment byl, když si poslechla nahrávku písně „I’m Fool to Want You“. Rozplakala se… Když jsme skončili nahrávání, šel jsem do režie, abych si všechno poslechl. Musím přiznat, že jsem nebyl s jejími výkony spokojený. Ale poslouchal jsem tehdy jen jako dirigent, ne srdcem. To se změnilo, až když jsem o několik týdnů později slyšel finální nahrávku. Byl jsem tehdy překvapený, jak skvělý výkon to byl. | “ |

## Studiové nahrávky
- Lady Day: The Complete Billie Holiday on Columbia (1933–1944)
- The Complete Commodore Recordings (1939, 1944)
- The Complete Decca Recordings (1944–1950)
- The Complete Billie Holiday on Verve (1945–1959)

### Další studiové nahrávky
- Lady in Satin (Columbia, 1958)
- New Orleans: Original Motion Picture Soundtrack (1946) (Giants of Jazz, 1983)
- The Sound of Jazz (Columbia, 1958)
- At Monterey 1958
- Billie Holiday in Europe 1954–1958
- The Complete 1951 Storyville Club Sessions
- Lady Day: The Storyville Concerts [Vol. 1 and 2] (1951, 1953, 1959)
- A Midsummer Night's Jazz at Stratford ’57
- Summer of ’49